# Theope nycteis
Theope nycteis is een vlindersoort uit de familie van de prachtvlinders (Riodinidae), onderfamilie Riodininae.
Theope nycteis werd in 1851 beschreven door Westwood.